# فوسچیاندورا
فوسچیاندورا (به ایتالیایی: Fosciandora) یک کومونه در ایتالیا است که در استان لوکا واقع شده‌است.

## خصوصیات
فوسچیاندورا ۱۹٫۸ کیلومترمربع مساحت و ۶۵۷ نفر جمعیت دارد و ۳۹۰ متر بالاتر از سطح دریا واقع شده‌است.